# Phygelius
Phygelius es un género con tres especies de plantas de flores perteneciente a la familia Scrophulariaceae. 

## Especies seleccionadas
- Phygelius aequalis
- Phygelius capensis
- Phygelius × rectus

- Datos: Q2618961
- Multimedia: Phygelius / Q2618961
- Especies: Phygelius